# Nahr Ghadir
Râul Ghadir (în arabă: ,نهر الغدير , Nahr Al-Ghadir), însemnând  râuleț este unul dintre cele mai mici râuri din Liban situat în sudul regiunii Beirut. Râul este format din pâraie sezoniere care se formează din cauza ploilor din districtul Baabda. Râul trece prin zonele Choueifat, kfarshima, Hayy El-sellom și se varsă în Marea Mediterană la sud de Beirut, lângă Aeroportul Internațional Beirut. Se usucă total în timpul verii.
Râul Ghadir este cel mai poluat râu din Liban. Deși a fost poluat de la începutul anilor '90, în 2017, ministrul lucrărilor publice Youssef fenianos a spus că apa râului Ghadir nu mai este apă normală, este apă de canalizare.

În secțiunea sa inferioară, râul Al-Ghadir este conectat la stația de epurare a apelor uzate Ghadir, deoarece acționează ca un transportor de canalizare și apă pluvială. Râul s-a transformat într-o canalizare, deoarece multe gospodării și industrii situate de-a lungul acestuia deversează ape uzate netratate direct în el. Exemple de astfel de industrii includ fabricile de țiglă și instalațiile de spălare a nisipului.